# کیلد
کیلد (به انگلیسی: Killead) یک روستا در بریتانیا است که در شهرستان انتریم واقع شده‌است. کیلد ۸۱ نفر جمعیت دارد.